# Eois plana
Eois plana là một loài bướm đêm trong họ Geometridae.